# Epopeus
Epopeus var kung av Sykion i grekisk mytologi. Han var son till guden Poseidon och Canace.
Kung Nykteus dotter Antiope blev förförd av guden Zeus och blev snart gravid. När fadern fick reda på sin dotters graviditet blev han rasande och körde iväg henne ur staden.
Antiope flydde förtvivlad till staden Sykion där hon fick skydd hos kung Epopeus och de två gifte sig snart efter. Bara månader senare födde Antiope två tvillingsöner. När Nykteus fick reda på var Antiope tagit vägen gav han sin bror Lykos, kung av Thebe, i uppdrag att straffa dottern och hennes make. Sedan tog han sitt eget liv.
Lykos tog sig in i Sikyon, besegrade staden och dödade Epopeus. Han tog tvillingarna och lämnade dem i ödemarken. Sedan tillfångatog han Antiope, kastade henne i fängelse och torterade henne tillsammans med sin hustru Dirke.
Tvillingarna hittades av en herde som tog med dem hem och döpte dem till Amphion och Zethos. 
Efter många år när pojkarna hunnit växa upp, lyckades Antiope fly och hon sökte upp dem och bad om deras beskydd. Sönerna kände genast igen sin mor. När de hört sin mors berättelse begav de sig till Thebe och dödade kung Lykos. Dirke däremot, band de fast vid hornen på en tjur så att hon stångades till döds. De tog sedan hennes döda kropp och slängde den i en källa på berget Kitharion som efter det uppkallades efter henne. Guden Dionysos förvandlade dock Dirke till en nymf och hennes vatten var heligt för honom. 